# Ver de terre (album)
 (novembre 2018).
Si vous disposez d'ouvrages ou d'articles de référence ou si vous connaissez des sites web de qualité traitant du thème abordé ici, merci de compléter l'article en donnant les références utiles à sa vérifiabilité et en les liant à la section « Notes et références ».
Pour l’article homonyme, voir Ver de terre.
Albums de Louis Chedid
Le Jeu de l'oie
(1976) Égomane
(1980)
Ver de terre est le quatrième album studio de Louis Chedid, sorti en 1976.

## Liste des pistes
Toutes les chansons sont écrites et composées par Louis Chedid.
| No | Titre                            | Durée |
| -- | -------------------------------- | ----- |
| 1. | Ver de terre                     | 3:00  |
| 2. | Demain                           | 3:10  |
| 3. | Je marche dans les rues de Paris | 3:00  |
| 4. | Monte vite dans le train         | 2:10  |
| 5. | Flamenco                         | 3:30  |
| 6. | La Ville d'autrefois             | 3:05  |
| 7. | Grand manitou                    | 2:35  |
| 8. | Chacun-chacune                   | 3:10  |
| 9. | Frankenstein                     | 4:10  |

## Crédits
- Daniel Darras, Jean-Pierre Pouret, Louis Chedid : arrangements
- Michel Bernholc : direction cordes-cuivres :
- Jean-Pierre Pouret : basse, guitare acoustique, guitare électrique, chœur
- Daniel Darras : : claviers, moog, accordéon, chœur
- André Sitbon : batterie
- Jean-Pierre Azoulay : guitare électrique lead (chansons 2, 3, 5, 8 et 9)
- Marc Chantreau : percussions (chansons 1, 5, 6 et 8)
- Georges Blumenfeld : prise de son et mixages (excepté mix. 2 et 6 : Jean-Pierre Pouret)
- Enregistré au Studio I.P.
- Album dédié à Jacques Souplet